# Diskografie Harryho Stylese
Toto je seznam vydané diskografie anglického zpěváka Harryho Stylese.

## Alba

### Studiová alba
| Název         | Detaily o albu                                                 | Umístění v hitparádách | Umístění v hitparádách | Umístění v hitparádách | Umístění v hitparádách | Umístění v hitparádách | Umístění v hitparádách | Umístění v hitparádách | Umístění v hitparádách | Umístění v hitparádách | Umístění v hitparádách | Prodeje                                     | Certifikace |
| Název         | Detaily o albu                                                 | UK                     | AUS                    | BEL (FL)               | CAN                    | IRE                    | NLD                    | NZ                     | SWE                    | SWI                    | US                     | Prodeje                                     | Certifikace |
| ------------- | -------------------------------------------------------------- | ---------------------- | ---------------------- | ---------------------- | ---------------------- | ---------------------- | ---------------------- | ---------------------- | ---------------------- | ---------------------- | ---------------------- | ------------------------------------------- | --- |
| Harry Styles  | - Vydáno: 12. května 2017 - Vydavatelství: Erskine, Columbia   | 1                      | 1                      | 1                      | 1                      | 1                      | 1                      | 2                      | 3                      | 3                      | 1                      | - UK: 416,109 - US: 386,000                 | - BPI: 2× Platinum - ARIA: 2× Platinum - BEA: Gold - GLF: Gold - IFPI SWI: Gold - MC: Platinum - NVPI: Gold - RIAA: 2× Platinum - RMNZ: 2× Platinum |
| Fine Line     | - Vydáno: 13. prosince 2019 - Vydavatelství: Erskine, Columbia | 2                      | 1                      | 1                      | 1                      | 1                      | 1                      | 1                      | 1                      | 6                      | 1                      | - UK: 607,520 - CAN: 70,000 - US: 1,000,000 | - BPI: 3× Platinum - ARIA: 3× Platinum - BEA: Gold - GLF: Platinum - IFPI SWI: Platinum - MC: 4× Platinum - RIAA: 3× Platinum - RMNZ: 5× Platinum   |
| Harry's House | - Vydáno: 20. května 2022 - Vydavatelství: Erskine, Columbia   | 1                      | 1                      | 1                      | 1                      | 1                      | 1                      | 1                      | 1                      | 1                      | 1                      | - UK: 160,000 - US: 757,000                 | - BPI: 2× Platinum - ARIA: 2× Platinum - GLF: Platinum - MC: 2× Platinum - RIAA: 2× Platinum - RMNZ: 3× Platinum                                    |

### Video alba
| Název                          | Detaily                                                      |
| ------------------------------ | ------------------------------------------------------------ |
| Harry Styles: Behind the Album | - Vydáno: 15. května 2017 - Vydavatelství: Erskine, Columbia |

## Extended play
| Název           | Detaily                                                    |
| --------------- | ---------------------------------------------------------- |
| Spotify Singles | - Vydáno: 27. září 2017 - Vydavatelství: Erskine, Columbia |

## Singly

### Jako hlavní umělec
| Název                                                                                   | Rok  | Umístění v hitparádách | Umístění v hitparádách | Umístění v hitparádách | Umístění v hitparádách | Umístění v hitparádách | Umístění v hitparádách | Umístění v hitparádách | Umístění v hitparádách | Umístění v hitparádách | Umístění v hitparádách | Certifikace | Album         |
| Název                                                                                   | Rok  | UK                     | AUS                    | BEL (FL)               | CAN                    | IRE                    | NLD                    | NZ                     | SWE                    | SWI                    | US                     | Certifikace | Album         |
| --------------------------------------------------------------------------------------- | ---- | ---------------------- | ---------------------- | ---------------------- | ---------------------- | ---------------------- | ---------------------- | ---------------------- | ---------------------- | ---------------------- | ---------------------- | --- | ------------- |
| "Sign of the Times"                                                                     | 2017 | 1                      | 1                      | 8                      | 6                      | 6                      | 26                     | 6                      | 15                     | 4                      | 4                      | - BPI: 3× Platinum - ARIA: 7× Platinum - BEA: Platinum - GLF: 2× Platinum - IFPI SWI: 2× Platinum - MC: 4× Platinum - RIAA: 5× Platinum - RMNZ: Gold | Harry Styles  |
| "Two Ghosts"                                                                            | 2017 | 58                     | —                      | —                      | 91                     | 66                     | —                      | —                      | —                      | —                      | —                      | - BPI: Silver - ARIA: Platinum - MC: Gold - RIAA: Platinum                                                                                           | Harry Styles  |
| "Kiwi"                                                                                  | 2017 | 66                     | 92                     | 39                     | —                      | 72                     | —                      | —                      | —                      | —                      | —                      | - BPI: Gold - ARIA: Platinum - MC: Gold - RIAA: Platinum                                                                                             | Harry Styles  |
| "Lights Up"                                                                             | 2019 | 3                      | 7                      | —                      | 14                     | 4                      | 36                     | 7                      | 15                     | 22                     | 17                     | - BPI: Platinum - ARIA: 2× Platinum - MC: 2× Platinum - RIAA: 2× Platinum - RMNZ: Gold                                                               | Fine Line     |
| "Adore You"                                                                             | 2019 | 7                      | 7                      | 12                     | 10                     | 4                      | 24                     | 6                      | 40                     | 35                     | 6                      | - BPI: 3× Platinum - ARIA: 7× Platinum - BEA: Gold - IFPI SWI: Platinum - MC: 6× Platinum - RIAA: 5× Platinum - RMNZ: Platinum                       | Fine Line     |
| "Falling"                                                                               | 2020 | 15                     | 35                     | —                      | 55                     | 22                     | —                      | 24                     | 81                     | 55                     | 62                     | - BPI: 2× Platinum - ARIA: 4× Platinum - MC: Platinum - RIAA: 4× Platinum - RMNZ: Gold                                                               | Fine Line     |
| "Watermelon Sugar"                                                                      | 2020 | 4                      | 5                      | 2                      | 3                      | 2                      | 4                      | 4                      | 9                      | 3                      | 1                      | - BPI: 4× Platinum - ARIA: 12× Platinum - BEA: Platinum - IFPI SWI: 2× Platinum - MC: Diamond - RIAA: 7× Platinum - RMNZ: 3× Platinum                | Fine Line     |
| "Golden"                                                                                | 2020 | 26                     | 39                     | 37                     | 45                     | 23                     | 55                     | 40                     | 74                     | —                      | 57                     | - BPI: Platinum - ARIA: 3× Platinum - MC: 2× Platinum - RIAA: 2× Platinum                                                                            | Fine Line     |
| "Treat People with Kindness"                                                            | 2021 | —                      | —                      | 50                     | —                      | 73                     | —                      | —                      | —                      | —                      | —                      | - BPI: Silver - RIAA: Gold | Fine Line     |
| "Fine Line"                                                                             | 2021 | —                      | 95                     | —                      | —                      | —                      | —                      | —                      | —                      | —                      | —                      | - BPI: Gold - ARIA: Platinum - RIAA: Platinum | Fine Line     |
| "As It Was"                                                                             | 2022 | 1                      | 1                      | 1                      | 1                      | 1                      | 1                      | 1                      | 1                      | 1                      | 1                      | - BPI: 5× Platinum - ARIA: 11× Platinum - GLF: 2× Platinum - IFPI SWI: 4× Platinum - MC: 8× Platinum - RIAA: 6× Platinum - RMNZ: 4× Platinum         | Harry's House |
| "Late Night Talking"                                                                    | 2022 | 2                      | 2                      | 42                     | 3                      | 2                      | 6                      | 2                      | 9                      | 11                     | 3                      | - BPI: 2x Platinum - ARIA: 3× Platinum - GLF: Gold - IFPI SWI: Gold - MC: 3× Platinum - RIAA: 3× Platinum - RMNZ: Platinum                           | Harry's House |
| "Music for a Sushi Restaurant"                                                          | 2022 | 3                      | 4                      | 47                     | 7                      | 8                      | 14                     | 4                      | 34                     | —                      | 8                      | - BPI: Platinum - ARIA: Platinum - MC: Platinum - RIAA: Platinum - RMNZ: Gold                                                                        | Harry's House |
| "Satellite"                                                                             | 2023 | 18                     | 10                     | —                      | 18                     | 6                      | 49                     | 30                     | 50                     | —                      | 21                     | - BPI: Platinum - ARIA: Platinum - MC: Platinum - RIAA: Platinum - RMNZ: Gold                                                                        | Harry's House |
| "—" značí, že se nahrávka neumístila v hitparádách nebo v tomto území ani nebyla vydána |      |                        |                        |                        |                        |                        |                        |                        |                        |                        |                        | |               |

### Promo singly
| Název            | Rok  | Umístění v hitparádách | Umístění v hitparádách | Umístění v hitparádách | Umístění v hitparádách | Umístění v hitparádách | Umístění v hitparádách | Umístění v hitparádách | Umístění v hitparádách | Certifikace                                                                                         | Album        |
| Název            | Rok  | UK                     | AUS                    | CAN                    | IRE                    | ITA                    | NZ                     | SWE                    | US                     | Certifikace                                                                                         | Album        |
| ---------------- | ---- | ---------------------- | ---------------------- | ---------------------- | ---------------------- | ---------------------- | ---------------------- | ---------------------- | ---------------------- | --------------------------------------------------------------------------------------------------- | ------------ |
| "Sweet Creature" | 2017 | 46                     | 39                     | 69                     | 37                     | 85                     | 39                     | 95                     | 93                     | - BPI: Platinum - ARIA: 2× Platinum - FIMI: Platinum - GLF: Gold - MC: Platinum - RIAA: 2× Platinum | Harry Styles |

## Další umístěné a certifikované písně
| Název                                                                                   | Rok  | Umístění v hitparádách | Umístění v hitparádách | Umístění v hitparádách | Umístění v hitparádách | Umístění v hitparádách | Umístění v hitparádách | Umístění v hitparádách | Umístění v hitparádách | Umístění v hitparádách | Umístění v hitparádách     | Certifikace                                                                   | Album           |
| Název                                                                                   | Rok  | UK                     | AUS                    | BEL (FL)               | CAN                    | IRE                    | ITA                    | NZ                     | SWE                    | SWI                    | US                         | Certifikace                                                                   | Album           |
| --------------------------------------------------------------------------------------- | ---- | ---------------------- | ---------------------- | ---------------------- | ---------------------- | ---------------------- | ---------------------- | ---------------------- | ---------------------- | ---------------------- | -------------------------- | ----------------------------------------------------------------------------- | --------------- |
| "Meet Me in the Hallway"                                                                | 2017 | 64                     | —                      | —                      | 100                    | 56                     | —                      | —                      | —                      | —                      | —                          | - BPI: Silver - RIAA: Gold                                                    | Harry Styles    |
| "Carolina"                                                                              | 2017 | 51                     | —                      | —                      | 83                     | 49                     | —                      | —                      | —                      | —                      | - BPI: Silver - RIAA: Gold |                                                                               | Harry Styles    |
| "Only Angel"                                                                            | 2017 | 80                     | —                      | —                      | —                      | 85                     | —                      | —                      | —                      | —                      | —                          | - ARIA: Gold - BPI: Silver - RIAA: Gold                                       | Harry Styles    |
| "Ever Since New York"                                                                   | 2017 | 87                     | —                      | —                      | —                      | 78                     | —                      | —                      | —                      | —                      | —                          | - BPI: Silver - RIAA: Gold                                                    | Harry Styles    |
| "Woman"                                                                                 | 2017 | 99                     | —                      | —                      | —                      | 87                     | —                      | —                      | —                      | —                      | —                          | - BPI: Silver - ARIA: Gold - RIAA: Gold                                       | Harry Styles    |
| "From the Dining Table"                                                                 | 2017 | —                      | —                      | —                      | —                      | 91                     | —                      | —                      | —                      | —                      | —                          | - BPI: Silver - RIAA: Gold                                                    | Harry Styles    |
| "Girl Crush"                                                                            | 2017 | —                      | —                      | —                      | —                      | —                      | —                      | —                      | —                      | —                      | —                          | - BPI: Silver - ARIA: Gold                                                    | Spotify Singles |
| "Cherry"                                                                                | 2019 | —                      | 52                     | —                      | 69                     | —                      | —                      | —                      | —                      | —                      | 84                         | - BPI: Gold - ARIA: Platinum - MC: Gold - RIAA: Platinum                      | Fine Line       |
| "To Be So Lonely"                                                                       | 2019 | —                      | 69                     | —                      | 88                     | —                      | —                      | —                      | —                      | —                      | —                          | - BPI: Silver - MC: Gold - ARIA: Gold - RIAA: Gold                            | Fine Line       |
| "She"                                                                                   | 2019 | —                      | 70                     | —                      | 90                     | —                      | —                      | —                      | —                      | —                      | 99                         | - BPI: Silver - ARIA: Gold - RIAA: Gold                                       | Fine Line       |
| "Sunflower, Vol. 6"                                                                     | 2019 | —                      | 73                     | —                      | 96                     | —                      | —                      | —                      | —                      | —                      | —                          | - BPI: Silver - ARIA: Gold - MC: Gold - RIAA: Platinum                        | Fine Line       |
| "Canyon Moon"                                                                           | 2019 | —                      | —                      | —                      | —                      | —                      | —                      | —                      | —                      | —                      | —                          | - BPI: Silver - ARIA: Gold - RIAA: Gold                                       | Fine Line       |
| "Grapejuice"                                                                            | 2022 | —                      | 9                      | —                      | 12                     | —                      | 93                     | 40                     | 48                     | —                      | 15                         | - BPI: Silver - MC: Gold - RIAA: Gold                                         | Harry's House   |
| "Daylight"                                                                              | 2022 | —                      | 8                      | —                      | 10                     | —                      | 84                     | 8                      | 51                     | —                      | 13                         | - BPI: Gold - ARIA: Platinum - MC: Platinum - RIAA: Gold                      | Harry's House   |
| "Little Freak"                                                                          | 2022 | —                      | 6                      | —                      | 9                      | 59                     | 66                     | 9                      | 38                     | —                      | 14                         | - BPI: Gold - ARIA: Platinum - MC: Platinum - RIAA: Gold                      | Harry's House   |
| "Matilda"                                                                               | 2022 | 37                     | 3                      | —                      | 5                      | 3                      | 61                     | 3                      | 25                     | 23                     | 9                          | - BPI: Platinum - ARIA: Platinum - MC: Platinum - RIAA: Platinum - RMNZ: Gold | Harry's House   |
| "Cinema"                                                                                | 2022 | —                      | 11                     | —                      | 16                     | —                      | —                      | —                      | 61                     | —                      | 22                         | - BPI: Silver - ARIA: Gold - MC: Gold - RIAA: Gold                            | Harry's House   |
| "Daydreaming"                                                                           | 2022 | —                      | 12                     | —                      | 21                     | —                      | —                      | —                      | 64                     | —                      | 24                         | - BPI: Silver - ARIA: Gold - MC: Gold - RIAA: Gold                            | Harry's House   |
| "Keep Driving"                                                                          | 2022 | —                      | 14                     | —                      | 17                     | 64                     | —                      | —                      | 69                     | —                      | 25                         | - BPI: Gold - ARIA: Gold - MC: Gold - RIAA: Gold                              | Harry's House   |
| "Boyfriends"                                                                            | 2022 | —                      | 15                     | —                      | 28                     | —                      | —                      | —                      | 44                     | —                      | 30                         | - MC: Gold - RIAA: Gold                                                       | Harry's House   |
| "Love of My Life"                                                                       | 2022 | —                      | 13                     | —                      | 22                     | —                      | —                      | —                      | 56                     | —                      | 29                         | - ARIA: Gold - MC: Gold - RIAA: Gold                                          | Harry's House   |
| "—" značí, že se nahrávka neumístila v hitparádách nebo v tomto území ani nebyla vydána |      |                        |                        |                        |                        |                        |                        |                        |                        |                        |                            |                                                                               |                 |

## Souvisejicí články
- Diskografie One Direction